# Ahold
Ahold, (fulde navn Koninklijke Ahold N.V.), var en virksomhed, der drev supermarkeder i Amsterdam og Holland. Firmaet havde i 2006 en omsætning på omtrent 45 mia € og ca. 160.000 ansatte. Ahold var noteret på Euronext Amsterdam, New York Stock Exchange og Frankfurt Stock Exchange. 
Ahold fusionede i 2016 med Delhaize Group og dannede Ahold Delhaize.

## Firmahistorie
Firmaets rødder kan spores tilbage til 27. maj 1887 hvor Albert Heijn-supermarked blev grundlagt i Oostzaan. Supermarkedskæden ekspanderede gennem første halvdel af det 20. århundrede og blev børsnoteret i 1948. Firmaet blev den største supermarkedskæde i Holland og ekspanderede ind i spiritusforreetninger og kosmetikforretninger i 1970'erne og ændrede navn til "Ahold" i 1973 (hvilket står for "Albert Heijn Holdings"). Firmaet ekspanderede yderligere fra midten af 1970'erne og købte kæder i Spanien, USA og Portugal, og accelerede opkøbene i sidste halvdel af 1990'erne med opkøb i Latinamerika, Østeuropa og Asien. 
I 2003 annoncerede Ahold, at et amerikansk datterselskab gennem en årrække bevidst havde oplyst for stor indtjening. Efterfølgende blev størrelsen opgjort til mere end 1 mia. euro. En række ledende medarbejdere måtte træde tilbage, og i 2006 indgik Ahold forlig i et gruppesøgsmål anlagt i USA. Ahold betalte erstatninger på over 1 mia. euro til aktionærer, der købte aktier i Ahold i den relevante periode.